# 23. domobranski pehotni polk (Avstro-Ogrska)
Za druge 23. polke glejte 23. polk.
23. domobranski pehotni polk (izvirno nemško k.k. Landwehr Infanterie Regiment Nr. 23; dobesedno slovensko: Cesarsko-kraljevi deželnobrambovski pehotni polk št. 23) je bil pehotni polk avstro-ogrskega Domobranstva.

## Zgodovina
Polk je bil ustanovljen leta 1893. 

### Prva svetovna vojna
Polkovna narodnostna sestava leta 1914 je bila sledeča: 82% Srbov/Hrvatov in 18% drugih.
Naborni okraj polka je bil v Šibeniku, pri čemer so bile polkovne enote garnizirane v Zadru.
Med prvo svetovno vojno se je polk bojeval tudi na soški fronti in sicer tudi med drugo in šesto soško ofenzivo. 

## Poveljniki polka
- 1898: Josef Lulić[5]
- 1914: Alfred Pleskott[1]